# 小平義雄
小平義雄（日語：小平 義雄，1905年1月28日—1949年10月5日）是一名日本連環殺手。他從1932年起開始在日本殺人，在1945年和1946年間杀害另外七人后小平義雄被判处死刑。

## 士兵生活
小平在童年时期患有口吃症。他于1923年加入日本海军，并參與济南事件。1928年，他杀死了六名中國士兵，并在中華民國强奸了许多妇女。在大沽口炮台，他将剑插入一名孕妇的腹部。他在中國所殺害的确切人数未知。

## 第一次谋杀和审判
小平回到日本后于1932年结婚，但其妻子最終離開，因为小平與另一个女人生了孩子。1932年7月2日，他袭击了妻子娘家的住宅，杀死了他的岳父，并用铁棍打伤了另外六个人。他後來被捕，并于1940年获释。

## 第二次谋杀和审判
小平又于1945年5月25日至1946年8月6日在栃木市和東京都强奸并谋杀了10名妇女。在第五次謀殺后，他還進行姦尸行為。被他殺害的人還包括青少年。除殺人外，他还强奸了约30名妇女。
1946年8月20日，小平被捕。1947年6月18日，他否认对其三起谋杀案的指控，地方法院对他的10起谋杀案中的7起进行了审判。 最高裁判所于1948年11月16日判处他死刑。

## 處決
1949年10月5日，小平被处决。在臨死前表示：“我很幸运能够在如此平静与安寧的一天死去。”

## 衍生
大衛·皮爾斯在2007年根據小平的事跡出版小说Tokyo Year Zero 。

## 關連項目
- 第二小平事件